# Nagy László (játékvezető)
Nagy László (Somogymeggyes, 1947. július 25. –) magyar nemzeti labdarúgó-játékvezető, Somogymeggyes Község Díszpolgára. Társai által alkalmazott beceneve Csirke. Polgári foglalkozása vasipari vállalkozó, jelenleg is működő taksonyi vállalkozásában.

## Tanulmányai

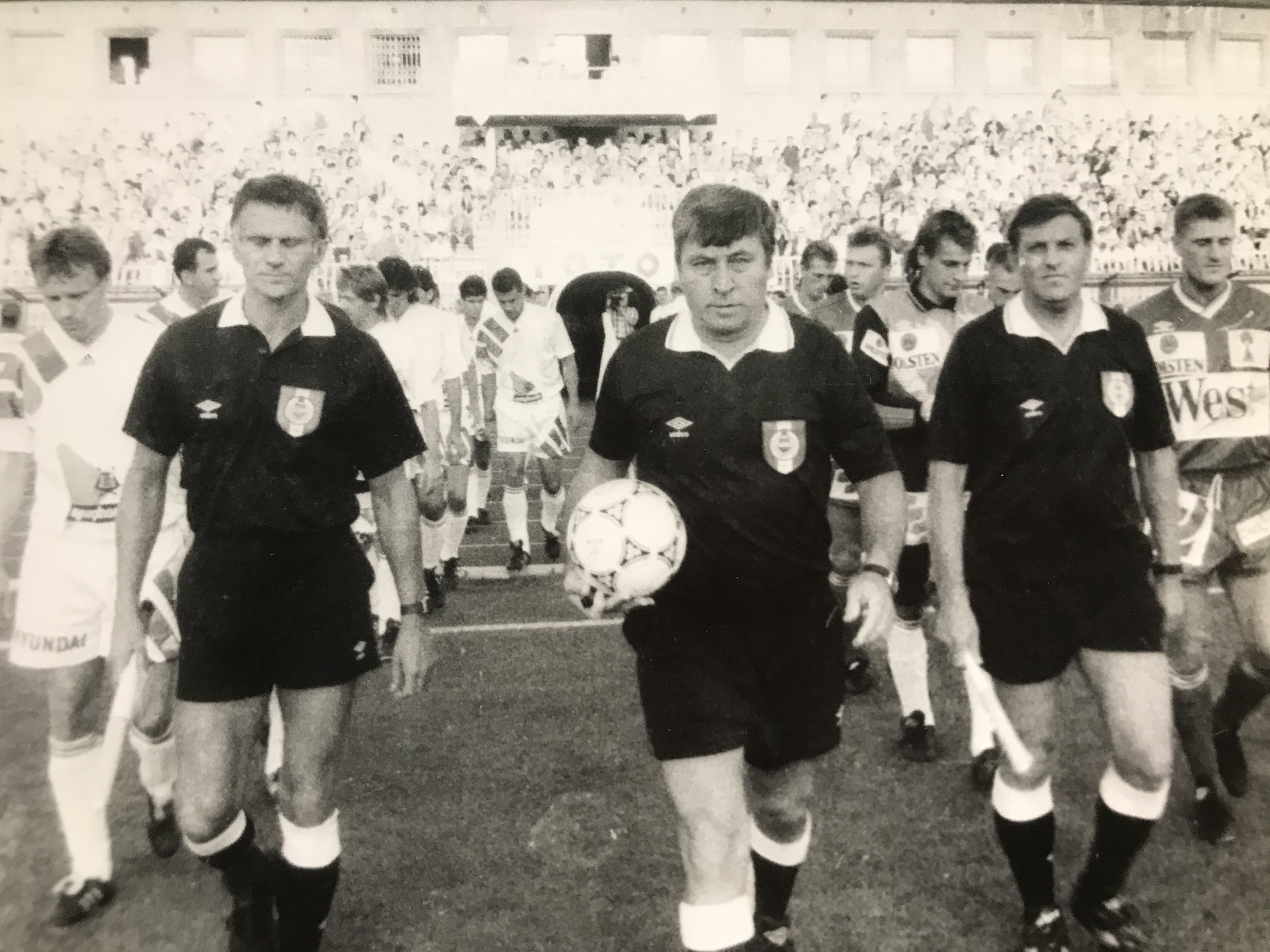

Nagy László Somogymeggyesen született, itt végezte el az általános iskolát. 1961-ben felköltözött Budapestre és Csepelen folytatta tanulmányait, ahol vas- és fémesztergályos szakképesítést szerzett. Katonai leszerelését követően a Csepel Vas- és Fémműveknél dolgozott. 1971-ben Taksonyba került, csoportvezetőből üzemvezető lett, nem sokkal később már egyéni vállalkozó.

## Pályafutása
1969-ben Budapesten, a VII. kerületi Labdarúgó-szövetség Játékvezető Bizottsága által szervezett játékvezetői tanfolyamom végzett. A tanfolyamot követően különböző labdarúgó osztályokban szerezte meg a szükséges tapasztalatokat. A került által rendezett bajnokságok után a BLSZ osztályai, majd az NB. III. és az országos utánpótlási keretben bizonyította képességeit, 1980-ban lett az országos játékvezetői keret tagja, mint NB. II-es játékvezető. A legmagasabb labdarúgó osztályba 1983-ban debütált, a Diósgyőr–Volán SC (0:3) NB. I-es bajnoki osztályban. Az aktív játékvezetéstől 1995-ben búcsúzott, - 27 évnyi aktív sporttevékenység után - a Békéscsaba–Pécs (4:2) találkozó levezetésével. A 12 év alatt nagyjából 220 mérkőzést vezetett élvonalban. Első ligás mérkőzéseinek száma: 124
Tagja volt a FIFA játékvezetői keretnek is. Több UEFA-kupa, Intertotó Kupa, nemzetek közötti válogatott és klubmérkőzésen volt partbírója, tartalékja, negyedik játékvezető társa a hivatalosan küldött játékvezetőnek. Közel 70 nemzetközi mérkőzésen működött közre.